# Касимов, Толепберген Смагамбетович
Толепберген Смагамбетович Касимов (каз. Төлепберген Қасымов, род. 1932) — казахский, советский педагог. Народный учитель СССР (1980).

## Биография
Толепберген Касимов родился 27 апреля 1932 года в Кызылорде (Казахстан).
После окончания семилетней школы, поступил в железнодорожное училище № 11, где учился на помощника машиниста паровоза. Как лучшего выпускника училища в 1952 году был направлен в Карагандинский индустриально-педагогический техникум, который окончил в 1956 году.
Вернувшись дипломированным специалистом в родной город, более сорока лет проработал в сфере профессионально-технического образования — в одном профессионально-техническом лицее № 6 (сначала — школа № 26, затем — ГПТУ № 113).
Заочно окончил филологический факультет Кызылординского педагогического института им. Н. Гоголя (ныне Кызылординский государственный университет имени Коркыт ата).
Был депутатом областного совета народных депутатов.

### Семья
Со своей супругой Раей Курманбаевой воспитал одиннадцать детей. Все успешно трудятся. Старшая дочь Атир работает на комплексе Байконур начальником станции вычислительных приборов. Сын Болат — лётчик погранавиации. Дочь Гульмира — филолог.

## Звания и награды
- Народный учитель СССР (1980)
- Заслуженный работник профессионального образования Казахской ССР (1970)
- Отличник профессионально-технического образования Казахстана
- Почётные грамоты Госкомитета профтехобразования СССР[1]